# Harry Gribbon
Pour les articles homonymes, voir Gribbon.
Harry Gribbon est un acteur américain, né le 9 juin 1885 à New York, mort le 28 juillet 1961 à Los Angeles (Californie).

## Biographie
Il est le frère de l'acteur Eddie Gribbon.
Il n'a tourné qu'un seul film en tant que réalisateur, en 1915, pour la L-KO Kompany.

## Filmographie partielle

### Comme acteur
- 1915 : Mabel épouse Fatty (Mabel, Fatty and the Law) de Roscoe Arbuckle : Hubby
- 1915 : Their Social Splash de Arvid E. Gillstrom et F. Richard Jones
- 1915 : Blue Blood and Yellow Backs de lui-même
- 1917 : Les Déboires de Philomène (Are Waitresses Safe?) de Hampton Del Ruth et Victor Heerman
- 1918 : Business Before Honesty
- 1919 : Le galant tailleur (Rip & Stitch: Tailors)
- 1920 : Un mariage mouvementé (Down on the Farm) de Ray Grey, Erle C. Kenton et F. Richard Jones
- 1923 : The Extra Girl de F. Richard Jones
- 1928 : Rose-Marie de Lucien Hubbard : le gendarme Gray
- 1928 : L'Opérateur (The Cameraman) de Edward Sedgwick et Buster Keaton : flic
- 1928 : Chinatown Charlie de Charles Hines
- 1928 : Mirages (Show People) de King Vidor
- 1929 : L'École du courage (The Shakedown) de William Wyler : Dugan
- 1929 : La Naissance d'un empire (Tide of Empire) de Allan Dwan : O'Shea
- 1929 : The Bees' Buzz de Mack Sennett
- 1929 : La Revue en folie (On with the Show!) de Alan Crosland : Joe
- 1929 : Midnight Daddies de Mack Sennett
- 1929 : L'Île mystérieuse (The Mysterious Island) de Lucien Hubbard : Mikhail
- 1929 : So Long Letty de Lloyd Bacon : Joe Casey
- 1930 : The Lottery Bride de Paul Stein
- 1932 : Duke le rebelle (Ride him, cowboy) de Fred Allen : le shérif-député Clout4
- 1932 : À tour de brasses (You Said a Mouthful) de Lloyd Bacon : Harry Daniels
- 1934 : Art Trouble de Ralph Staub

### Comme réalisateur
- 1915 : Blue Blood and Yellow Backs